# La Roue
La Roue (pronunciado /la ʁu/, en francés: 'La rueda') es una película muda francesa, dirigida por Abel Gance, quien también dirigió Napoléon y J'accuse. Fue estrenada en 1923. La película utilizó técnicas de iluminación revolucionarias en ese momento y cambios y cortes rápidos de escena.

## Sinopsis
Tras un choque de trenes, el ingeniero ferroviario Sisif (Severin-Mars) rescata a una pequeña niña londinense y descubre su nombre: Norma. Él cría a la niña como si fuera suya, junto con su hijo Elie (Gabriel de Gravone), cuya madre murió durante su nacimiento.
Con el tiempo, Norma se convierte en una joven alegre y juguetona (Ivy Close). Su mayor alegría es el tiempo que pasa con Elie, ahora un apuesto fabricante de violines, a quien cree que es su hermano natural. Pero Sisif, para su propio horror, se enamora de su hija adoptiva. Sisif le confiesa a un colega adinerado, Hersan (Pierre Magnier), el origen de Norma y que se siente atraído por ella. Hersan amenaza a Sisif con chantajearlo si no consiente en darle a Norma en matrimonio. La propia Norma se muestra reacia, pero le mueve la perspectiva de una mayor prosperidad. Sisif acepta a regañadientes el matrimonio y él mismo conduce el tren que llevará a Norma con su marido. Angustiado, conduce imprudentemente y casi hace chocar el tren.
Después de algunos meses de matrimonio, Norma le escribe para decirle que es infeliz, pero Sisif nunca responde a las cartas de ella. Elie descubre la verdad sobre el origen de Norma y le reprocha a su padre mantenerlo en secreto, habiendo evitado así que Elie se hubiese casado con Norma en lugar de que ella se hubiese desposado con Hersan.
Una lesión en el ojo obliga a Sisif a abandonar los ferrocarriles principales y, en cambio, se pone a trabajar en el funicular del Mont Blanc. Cuando Norma va de vacaciones a Chamonix con su esposo, Elie, que ha acudido a un hotel a proveer a la orquesta con uno de sus violines, descubre que Norma se encuentra allí. Después ella, en una excursión por la alta montaña, descubre que allí viven Sisif y Elie. Por su parte, Hersan advierte que Elie también está enamorado de Norma después de romper un violín fabricado por Elie, dentro del cual hay una carta de amor que solo lee Hersan. Hersan, celoso, se dirige a la morada de Sisif y Elie y reta a este a luchar al borde de un precipicio. Hersan cae mortalmente herido y Elie fallece también cayendo sobre el glaciar. Sisif, enfurecido por la muerte de Elie, culpa a Norma y la aleja de él. 
Sin Hersan, Norma se queda sin un centavo, mientras que la vista deficiente de Sisif da como resultado la pérdida de su trabajo, aunque la compañía de ferrocarriles le permite vivir con una pequeña pensión en su refugio de la alta montaña. Norma se va a vivir con él sin su permiso y se las arregla para pasar un tiempo sin ser detectada en su choza. Cuando finalmente se da cuenta de que ella está allí, se aferran el uno al otro, el tiempo y la tragedia han restablecido el equilibrio en su relación padre-hija.
Sisif envejece, cuidado por Norma. Después de enviarla a una fiesta local, Sisif espera en la ventana, mirando no con sus ojos sino con su mente. Mientras Norma baila, Sisif muere.

## Reparto
- Séverin-Mars como Sisif
- Ivy Close como Norma
- Gabriel de Gravone como Elie
- Pierre Magnier como Jacques de Hersan
- Max Maxudian como el mineralogista Kalatikascopoulos
- Georges Térof como Machefer
- Gil Clary como Dalilah

## Producción y estreno
En el montaje de la misma, Abel Gance incorporó elementos innovadores que luego tendrían su lugar en el cine. Un ejemplo es la escena cuando Sisif acelera el tren para provocar un accidente, donde se da un montaje de cambios y cortes rápidos para enfatizar el peligro y seguir la melodía, técnica que se haría famosa con películas como La huelga de 1925, dirigida por Serguei Eisenstein. Si bien la primera mitad de la película tiene montajes a gran velocidad y planos cortos, la segunda cambia el ritmo, volviéndose más lento, con escenas de paisajes prolongadas y con visiones oníricas. La inclusión de cuatro directores de fotografía y una responsable de montaje, un equipo técnico grande para la época, es la respuesta a la importancia que se le da a la escena en la segunda parte.
La película esta dedicada a Ida Danis, esposa de Gance, quien falleció por tuberculosis el día en que terminó el rodaje. Séverin-Mars, quien interpreta a Sisif, fallecería unas semanas después en julio de 1921.
La Roue se estrenó en diciembre de 1922 en el Gaumont-Palace de París, un salón con 6000 personas, y la duración de la misma fue de ocho horas, divididos en 6 partes e inscritos en 32 carretes. Gance reeditaría el metraje a unas 7 horas, constando un prólogo y cuatro partes que se visionarían en 2 sesiones, y estrenaría dicha versión el 16 de febrero de 1923. Posteriormente, para facilitar su distribución y visionado, fueron reducidos a tres horas, y luego de 150 a 90 minutos.

## Interpretación

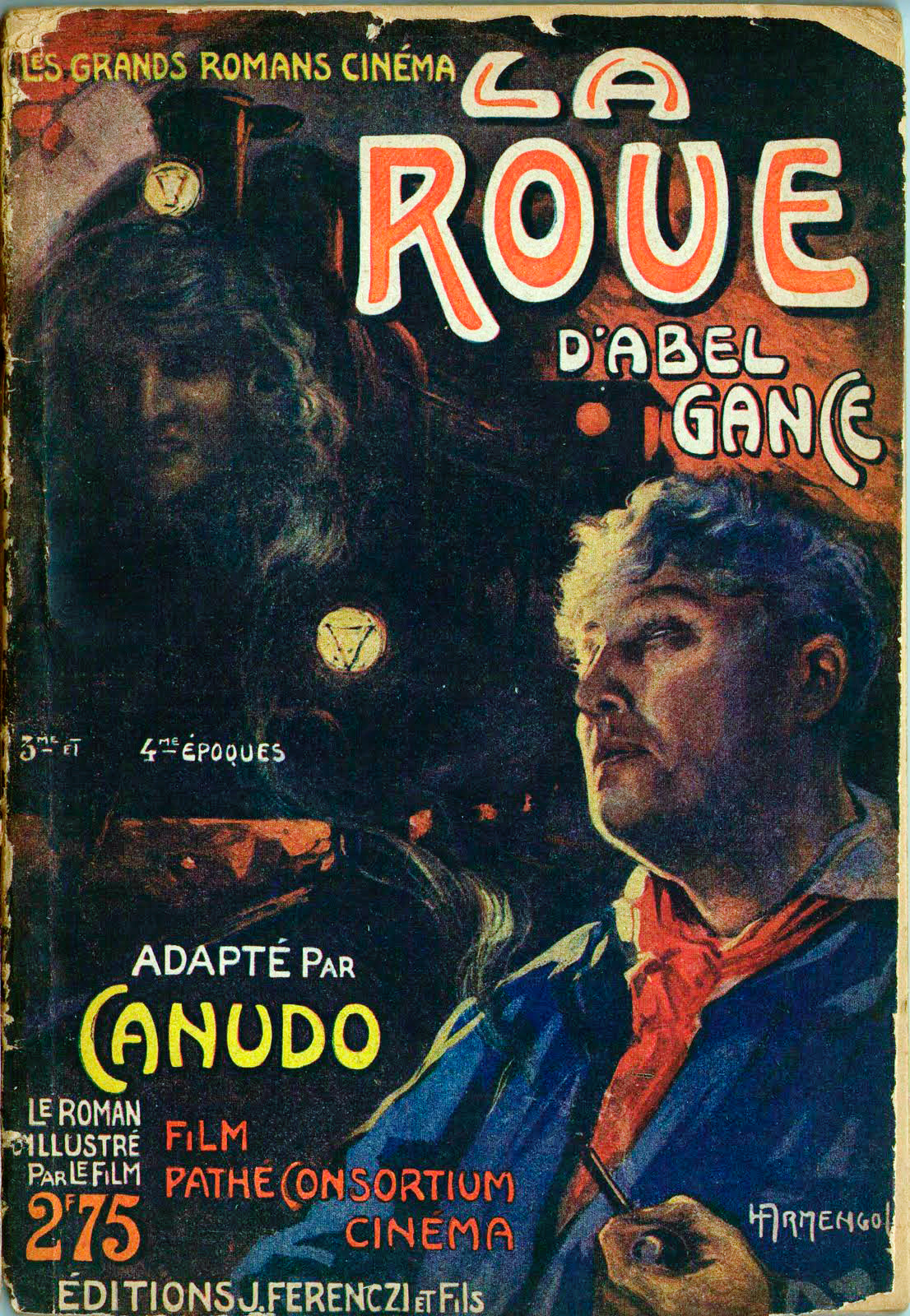
Ilustración de Sisif, obra de Henri Armengol, en la portada de la novelización de Canudo.

El nombre de la película, La Roue (La rueda), hace referencia a la rueda del destino o de la fortuna, con el hombre recorriendo por caminos ya marcados. Por otro lado, el nombre del protagonista principal, Sisif, guarda relación con Sísifo, personaje mitológico griego condenado a empujar constantemente una roca hacia arriba, en una ladera, ejemplificando lo complicado del camino nombrado anteriormente, y conjugándose con el mito de Edipo por sus deseos incestuosos, a causa de lo cual queda ciego.

## Estado de conservación
La versión original incluía 32 carretes, que duraban siete horas y media o nueve (las fuentes no están de acuerdo). En 1924, Gance lo redujo a dos horas y media para su distribución general. Una reconstrucción moderna a partir de cinco versiones diferentes, disponible en DVD, tiene una duración de casi cuatro horas y media. En el Festival de Cine Lumière de 2019 se mostró una versión restaurada de casi siete horas de duración, la cual sería distribuida por la plataforma de streaming Mubi en mayo de 2021.